# Franciszek od Jezusa, Maryi, Józefa Palau y Quer
Francisco Palau y Quer (ur. 29 grudnia 1811 w Aitonie, zm. 20 marca 1872 w Tarragonie) – hiszpański Błogosławiony Kościoła katolickiego.

## Życiorys
Był siódmym z dziewięciorga dzieci. W wieku 14 lat postanowił zostać księdzem. W 1828 roku wstąpił do seminarium diecezjalnego. Założył Zgromadzenie Trzeciego Zakonu Karmelitów Bosych, z którego wyrosły m.in. zakony karmelitanek misjonarek terezjanek (CMT) i karmelitanek misjonarek (CM). Zmarł 20 marca 1872 roku mając 60 lat w opinii świętości. Został beatyfikowany przez Jana Pawła II w dniu 24 kwietnia 1988 roku.